# コンチェルト (漫画)
『コンチェルト』は、はっとりみつるによる漫画作品。『ヤングアニマルあいらんど』（白泉社）にて掲載された。全5話。

## 概要
『コンチェルト』は元々『ヤングアニマルあいらんど』no.3に掲載された読切作品だったが、掲載から4年のブランクを経て「百合」をテーマにしたシリーズ作品を2009年から2011年にかけて4話掲載し、完結した。
『イヌっネコっジャンプ!』、『おとぎのまちのれな』、『ケンコー全裸系水泳部 ウミショー』などのはっとりの他作品と異なり、百合をテーマとした本作は、はっとりによると当初は「4人の軽音楽部員の物語」（百合要素なし）の作品を描くつもりであった。しかし、ネームに行き詰まったために登場人物を減らし、「百合要素」を入れてできあがったのが本作の1話目だと語っている。また、第3話では登場人物のペン入れをデジタル上（Photoshop）で行うようになったために絵柄が変わったほか、第5話に出てくる神社は宮崎県にある鵜戸神宮をモデルにしているという。
毎回主役が変わるコンチェルトシリーズだが、
1. 同じ学校が舞台（ただし時期はバラバラ）
2. 部活内での物語
3. キスシーンを入れる

といった要素で共通させている。
2005年5月の初掲載から6年後の2011年7月に単行本化された。

## 各話リスト
| 話数         | サブタイトル           | 掲載号 | 発売日        |
| ------------ | ---------------------- | ------ | ------------- |
| 1st movement | Melody 旋律            | no.3   | 2005年5月25日 |
| 2nd movement | Longing あこがれ       | no.8   | 2009年3月27日 |
| 3rd movement | Spice スパイス         | no.9   | 2009年8月21日 |
| 4th movement | Innocent 無垢          | no.10  | 2009年12月9日 |
| 5th movement | Rendez-vous ランデブー | no.15  | 2011年5月27日 |

## 単行本
- はっとりみつる『コンチェルト』 白泉社〈ジェッツコミックス〉、2011年8月5日初刷発行（7月29日発売）、ISBN 978-4-592-14320-8